# دربی اکرز (کالیفرنیا)
دربی اکرز (به انگلیسی: Derby Acres) یک منطقهٔ مسکونی در ایالات متحده آمریکا است که در شهرستان کرن، کالیفرنیا واقع شده‌است. دربی اکرز ۹٫۲۷۵ کیلومتر مربع مساحت و ۳۲۲ نفر جمعیت دارد و ۴۱۹ متر بالاتر از سطح دریا واقع شده‌است.